# Georg Edvard Ramsay
Pour les articles homonymes, voir George Ramsay (homonymie) et Ramsay.
Georg Edvard Ramsay ou Georgi Edouardovitch Ramzaï (né le 19 septembre 1834 à Viipuri – mort le 5 juillet 1918 à Helsingin pitäjä) est un Général d'armée finlandais ayant servi dans l'Armée impériale russe, en tant que adjudant puis colonel russe.

## Biographie
Il prit part à la Guerre russo-turque de 1877-1878.
Du 24 octobre 1877 au 7 avril 1879, il prit le commandement, sous le titre de major-général, du Régiment Semionovsky, le plus ancien régiment d'infanterie de la Garde impériale russe.